# Tamberg
Tamberg är ett berg i Österrike.   Det ligger i distriktet Kirchdorf och förbundslandet Oberösterreich, i den centrala delen av landet, 170 km väster om huvudstaden Wien. Toppen på Tamberg är 1 516 meter över havet, eller 729 meter över den omgivande terrängen. Bredden vid basen är 5,8 km.
Terrängen runt Tamberg är bergig söderut, men norrut är den kuperad. Närmaste större samhälle är Micheldorf in Oberösterreich, 16,8 km norr om Tamberg. 
I omgivningarna runt Tamberg växer i huvudsak blandskog. Runt Tamberg är det ganska glesbefolkat, med 45 invånare per kvadratkilometer.